# Kownaty Wojnowe
Kownaty Wojnowe – część wsi Kownaty Żędowe w Polsce, położona w województwie mazowieckim, w powiecie ciechanowskim, w gminie Ciechanów.
W latach 1975–1998 Kownaty Wojnowe administracyjnie należały do województwa ciechanowskiego.